# ジャン＝フランソワ・セギエ
ジャン＝フランソワ・セギエ（仏: Jean-François Séguier、1703年11月25日 - 1784年9月1日）は、フランスの植物学者である。

## 略歴
ニームに上座裁判所（Présidial）の評議員の息子に生まれた。ニームのイエズス会のコレージュで学び、考古学と博物学に興味を持った。法律を学ぶためにモンペリエ大学に進んだが、植物学者のピエール・ボー（Pierre Baux）やAyme-François Chicoyneauの授業に出席した。1732年にイタリアのマッフェイ侯爵、シピオーネ（Francesco Scipione, marchese di Maffei）がフランスを訪れた時、セギエ父子はその旅に同行し、セギエとマッフェイ侯爵は一生を通じて、友人となった。マッフェイ侯爵のグランドツアーにセギエは同行し、王立庭園を訪れ、オランダで有名な医学者のヘルマン・ブールハーフェに面会した。オーストリアやイタリアも訪れ、博物学や考古学への関心を増加させた。1736年にヴェローナに移り住み、イタリアや北ヨーロッパの学者と交流した。1740年に"Bibliotheca botanica" 、1745年から1754年に "Plantæ Veronenses"を執筆した。1755年にマッフェイ侯爵が没するとイタリアからニームに戻った。20年近い研究の結果の多くの貨幣や本、博物学標本を持ち帰った。
ニームでは、町の古代遺物の研究を行った。
1770年代にルイ15世様式の美麗な邸宅をたて、多くのコレクションを展示し、いわゆる「驚異の部屋」を設けた。豊富なコレクションと学者としての評判は博物学者のアントワーヌ・グアンやドミニク・ヴィヤール（Dominique Villars）をはじめとした多くの学者をニームに引き寄せ、そのためにこの街はグランドツアーにおける文化的・経済的な訪問先の一つとなった。1773年から1783年にかけてセギエの来訪者帳に記入された人数は1402人を数えるが、その半分はフランス国内の外国人であった。
ヤマゴボウ科の属名、セグイエリア属（Seguieria）やナデシコ科の種 Dianthus seguieri Vill.などに献名されている。